# Hadula korghossi
Hadula korghossi är en fjärilsart som beskrevs av Alphéraky 1882. Hadula korghossi ingår i släktet Hadula och familjen nattflyn. Inga underarter finns listade i Catalogue of Life.